# 3M-Syndrom
Das 3M-Syndrom ist eine sehr seltene angeborene Skelettdysplasie mit bereits im Mutterleibe einsetzendem Kleinwuchs, mit auffälliger Kopf- und Gesichtsform sowie mit Veränderungen an den Rippen und den Wirbelkörpern.
Synonyme sind: Dolichospondyläre Dysplasie; Gloomy-Syndrom; Le-Merrer-Syndrom; Kleinwuchssysndrom Yakut
Die Bezeichnung „3M“ bezieht sich auf die Anfangsbuchstaben der Familiennamen der drei ersten Autoren in der Erstbeschreibung von 1975.
Weitere Bezeichnungen beziehen sich auf einen Bericht aus dem Jahre 1991 als „Gloomy Face“ durch M. Le Merrer und Mitarbeiter sowie auf Beobachtungen bei den Jakuten (Yakuts).

## Verbreitung
Die Häufigkeit wird mit unter 1 zu 1.000.000 angegeben, bislang wurde über etwa 200 Betroffene berichtet. Die Vererbung erfolgt autosomal-rezessiv.

## Ursache
Derzeit werden nach den genetischen Veränderungen drei Typen unterschieden:
- 3M-Syndrom 1 (75 %), mit Mutationen im CUL7-Gen auf Chromosom 6 Genort p21.1, welches das Cullin-7-Protein kodiert[6]
- 3M-Syndrom 2 (20 %), mit einer Mutation im OBSL1-Gen an der Location 2q35[7]
- 3M-Syndrom 3 (5 %), mit einer Mutation im CCDC8-Gen an der Location 19q13.32[8]

## Klinische Erscheinungen
Kriterien für alle Typen sind:
- ausgeprägter, proportionierter prä- und postnataler Kleinwuchs
- Geburtsgewicht auf der 2. Perzentile im Somatogramm
- bereits bei Geburt charakteristisches Gesicht ('gloomy facies'), relativ großer Kopf, Dolichozephalie, Balkonstirn, dreieckiges Gesicht mit spitzem Kinn, nach oben gerichtete (antevertierte) Nasenlöcher, volle Lippen, dichte Augenbrauen, langes Philtrum und eine Mittelgesichtshypoplasie.
- Endgröße unbehandelt bei etwa 120 bis 130 cm

Weitere Zeichen sind ein kurzer Hals, prominente Trapeziusmuskeln, quadratische Schultern, ein kurzer Thorax mit Trichterbrust oder Hühnerbrust, eine Hyperlordose, abnorm vermehrt bewegliche Gelenke und verkürzte Kleinfinger.

## Diagnose
Die Erkrankung kann bildgebend, z. B. sonographisch, bereits im Mutterleibe vermutet werden.
Wesentlich sind die klinischen Merkmale.
Im Röntgenbild fallen Verschmälerungen der langen Röhrenknochen und Rippen, schmale Beckenknochen, ein breiter Brustkorb sowie verkürzte, relativ hohe Wirbelkörper auf.

## Differentialdiagnose
Abzugrenzen sind das Floating-Harbor-Syndrom, Silver-Russell-Syndrom, Dubowitz-Syndrom, MULIBREY-Kleinwuchs, Fetales Alkoholsyndrom und Mikrodeletionssyndrom 20p13, Synonyme: Del(20)(p13); Monosomie 20p13; Subtelomere 20p-Deletion oder auch SOPH-Syndrom.

## Therapie
Eine Behandlung mit Wachstumshormon zur Steigerung der Endgröße ist vorgeschlagen worden.
Aufgrund des kurzen Halses können sich bei Narkosen Probleme ergeben.